# 岸井大輔
岸井 大輔（きしい だいすけ、1970年 - ）は日本の劇作家。自身のウェブサイトの紹介では「1995年より、他ジャンルで追求された創作方法による形式化が演劇でも可能かを問う作品を制作している」とある。
代表作として『P』『POTALIVE（ポタライブ）』『文』『東京の条件』がある。

## 来歴
本人の証言では小学生時代から演劇が好きで、小学校の「お楽しみ会」で同じ班の児童が「劇をやらされる」のを恐れて逃げ一人芝居をしたという。
1982年に開成中学校に入学。受験する際に合格したら好きなことをしてよいと親に言われたため、演劇部に入部した。演劇部では高校生の先輩や顧問教員から面白い劇団の情報を得て通った。特に野田秀樹と太田省吾の舞台は「欠かさず見に行」き、「ぼくはこの二人で、演劇を体験した」と述べている。
「高校生男子だけでできる台本」が少なかったことから高校時代に自身で書き始める。
早稲田大学第一文学部に進学後は、既存の学内サークルの劇団に興味が持てず、主に高校時代の仲間と演劇活動をおこなう。在学中に東浩紀と知り合った。1年生での留年を2度経験し、22歳で演劇活動をいったんやめて大学での勉学に戻る。これは、古典演劇に関心が向いた際に、モーツァルトを大学で学べるとシラバスで気づいたのがきっかけだった。23歳の時に「夜魚の宴」の公演を開始。そのあとは「ワークショップ・シリーズ･海」や「P」といった活動をおこなった。
「大学を中退する」という当初の考えはなくなり、就職活動を経て卒業後にベネッセに入社する。卒業論文はモーツァルトの『魔笛』をゲーテによる続編、ニーチェの哲学と絡めて論じた内容だった。就職活動では演劇も続けることを明言し、（すぐ辞めるのではないかという問いに）「5年は勤める」と面接で話して実際に5年でベネッセを退社。ベネッセでの5年間を「顧客と向き合う」という体験ができたという点で「勉強になった」と述べている。
2003年より「ポタライブ」を開始。